# Thụy Bảo công chúa
Thụy Bảo Công chúa (chữ Hán: 瑞寶公主, ? - ?) là một công chúa nhà Trần, hoàng nữ thứ ba của Trần Thái Tông trong lịch sử Việt Nam.

## Cuộc đời

### Thân thế
Công chúa Thụy Bảo không rõ tên, không rõ năm sinh năm mất. Thân mẫu của bà không rõ tích, bà là em cùng mẹ với Thiều Dương Công chúa (韶陽公主) tên Thúy.

### Hai lần góa bụa

#### Uy Văn Vương phi
Hoàng nữ của Thái Thượng hoàng Trần Thừa là Thụy Bà Công chúa (瑞婆公主), chị gái ruột của Trần Thái Tông, hạ sinh Trần Quốc Toại (còn gọi Trần Toại), một danh sĩ, được phong tước là Uy Văn vương (威文王). Thụy Bảo Công chúa nhanh chóng kết duyên với em họ Trần Toại của mình, trở thành Vương phi. Trần Toại học rộng, thông minh, nhưng không ham đường danh lợi, thích sống cuộc đời phóng khoáng. Phò mã khiêm tốn lễ độ, học vấn uyên bác, đối đáp nhanh nhẹn nên rất được Thượng hoàng Thái Tông và vua anh là Trần Thánh Tông quý mến. Trần Toại lấy hiệu là Sầm Lâu, có tập thơ Sầm Lâu tập được các danh sĩ đương thời đánh giá cao. Thơ của Trần Toại thể hiện phẩm cách cao đẹp của ông, như câu:
Pha lạp ngũ hồ vinh bội ấn
Tang ma tế dã thắng phong hầu.

(Dịch: Tơi nón năm hồ hơn giữ ấn

Dâu gai đầy nội vượt phong hầu)
Vợ chồng Uy Văn vương rất mực yêu thương nhau, tâm đồng ý hợp. Đáng tiếc, sau một cơn bạo bệnh, Uy Văn vương Trần Toại qua đời, năm ấy mới 24 tuổi.
Đại Việt sử ký toàn thư (Quyển V, tờ 37 a) có đoạn chép về Trần Toại như sau:
...Uy Văn vương Toại lấy con gái thượng hoàng (Trần Thái Tông) là Công chúa Thụy Bảo. Toại ham học, hay thơ,...tự hiệu là Sâm Lâu, có Sầm Lâu tập lưu hành ở đời.
Vua (Trần Thánh Tông) từng hỏi ông nghĩa chữ "Quan gia" (tiếng để mệnh danh nhà vua). Ông đáp: "Năm đời đế lấy thiên hạ làm của công (quan), ba đời vương lấy thiên hạ làm của nhà (gia)". Vua khen ông (có) kiến thức rộng, không may chết sớm (24 tuổi), người trong nước ai cũng thương tiếc.

#### Bảo Nghĩa hầu Phu nhân
Công chúa Thụy Bảo góa bụa khi còn quá trẻ. Nhân Tông Trần Khâm khi còn nhỏ đã được chính tay Công chúa bế bồng, nuôi nấng. Công chúa còn có công tôn phù Nhân Tông làm vua. Đương triều cũng có dũng tướng Trần Bình Trọng, được phong tước Bảo Nghĩa hầu (保義侯), chiến công lừng lẫy, danh tiếng vang xa, nhưng sớm góa vợ, để lại một con gái tên Chiêu Hiền (昭賢). Chiêu Hiền từ nhỏ đã được phong Quận chúa. Trần Thánh Tông thương Trần Bình Trọng công cao mà phủ viện quạnh hiu vắng vẻ, cũng thương Quận chúa Chiêu Hiền không có mẫu thân từ nhỏ đến đã đem Công chúa Thụy Bảo tái giá với Trần Bình Trọng.
Tháng 1 năm 1285, 50 vạn quân Nguyên-Mông do Trấn Nam Vương Thoát Hoan, con trai của Hoàng đế nhà Nguyên Hốt Tất Liệt, cầm đầu chia quân làm hai cánh tấn công xâm lược Đại Việt. Quân Nguyên Mông là đạo quân cực kỳ thiện chiến, nhanh chóng chiếm ưu thế tuyệt đối trước quân Đại Việt. Tư lệnh quân Nguyên là Thoát Hoan đặc biệt ưu tiên cho cánh quân truy đuổi này với hai đạo cả thủy lẫn bộ đều do những tướng giỏi, hữu thừa Khoan Triệt và tả thừa Lý Hằng cùng Ô Mã Nhi, chỉ huy, đều dùng quân khinh kỵ và thuyền nhẹ để truy đuổi bằng được hai vua Trần. Bảo Nghĩa hầu Trần Bình Trọng đã tổ chức cuộc đánh chặn ngay tại bãi Thiên Mạc. Do sự chênh lệch quá lớn về quân số, Bảo Nghĩa hầu bị bắt,nhưng trận đánh là một thắng lợi cực kỳ quan trọng về mặt chiến lược với cuộc kháng chiến kể từ khi đó, quân Nguyên hoàn toàn mất dấu bộ chỉ huy kháng chiến.

Sau khi bắt được Trần Bình Trọng, tướng Nguyên tìm mọi cách để khai thác thông tin, dọa nạt, dụ dỗ ông. Tuy nhiên, Trần Bình Trọng kiên quyết không khuất phục. Khi được hỏi có muốn làm vương đất Bắc không, Trần Bình Trọng khẳng khái trả lời:
Ta thà làm quỷ nước Nam, chứ không thèm làm vương đất Bắc. Ta đã bị bắt thì có một chết mà thôi, can gì mà phải hỏi lôi thôi.
Không thể khuất phục được Trần Bình Trọng, quân Nguyên buộc phải giết ông vào ngày 21 tháng 1 năm Ất Dậu (26-2-1285)?, còn Đại Việt Sử ký Toàn thư (Bản kỷ quyển 5) và Khâm định Việt sử thông giám Cương mục (Chính biên quyển thứ 7) đều chép là tháng 2 (âm lịch) năm 1285. Năm đó, Trần Bình Trọng 26 tuổi, cả thiên hạ cảm khái ông trung liệt, vua truy phong ông làm Bảo Nghĩa vương (保義王).
Bảo Nghĩa vương qua đời, Thụy Bảo Công chúa một lần nữa góa bụa. Công chúa nén đau thương, nuôi dưỡng Chiêu Hiền Quận chúa nên người, coi như con đẻ, cùng nhau vượt qua kháng chiến chống Mông Nguyên lần thứ ba.
Ngày 9 tháng 3 âm lịch năm Quý Tỵ (tức ngày 16 tháng 4 năm 1293), Trần Nhân Tông truyền ngôi cho Thái tử Trần Thuyên, tức Hoàng đế Trần Anh Tông, lấy niên hiệu là Hưng Long (興隆) và sử dụng nó cho đến hết thời trị vì của mình. Trần Anh Tông đã có chính cung Bảo Từ Hoàng hậu, thấy Quận chúa Chiêu Hiền nết na, xinh đẹp nên tuyên vào cung làm phi, phong hiệu là Huy Tư Hoàng phi (徽思皇妃). Huy Tư phi rất được Anh Tông và chính cung Bảo Từ Hoàng hậu yêu mến. Có lần Bảo Từ Hoàng hậu thấy Huy Tư phi theo hầu Anh Tông đường xa mà không có kiệu, phá lệ đem cho bà kiệu liễn vốn chỉ dành cho Hoàng hậu ngồi. Tuy nhiên điều này đã bị Trần Anh Tông ngăn cản, còn nhắc: " Bảo Từ có yêu quý Huy Tư thì cho thứ khác, chứ kiệu liễn đã ngồi theo điển chế cũ, không thể cho được." Huy Tư phi sau này sinh ra Minh Tông Trần Mạnh và khi Trần Mạnh kế vị Hoàng đế được truy tôn làm Huy Tư Hoàng thái phi (徽思太皇妃), rồi được truy phong làm Chiêu Từ Hoàng hậu (昭慈皇后).

#### Xuất gia tu hành
Sau khi Chiêu Hiền Quận chúa sinh ra Hoàng thái tử Trần Mạnh, Công chúa Thụy Bảo cảm thấy mình đã hoàn thành nghĩa cử đối với phu quân quá cố Trần Bình Trọng, nên quyết định xuất gia. Bà muốn nương nhờ cửa Phật, tu hành giải thoát những phiền muộn của cuộc đời hai lần góa bụa. Công chúa về thôn Tiền ở phía Tây núi Hổ huyện Thiên Bản, khai khẩn đất hoang tạo thành khu vườn hoa tươi tốt, coi đây là nơi nghỉ ngơi yên vui cuối đời, nên đặt tên là Vườn hoa An Lạc (An Lạc hoa viên). Mươi năm sau, Huyền Trân Công chúa ở Chiêm Thành về, cũng chọn núi Hổ làm nơi tu hành, lập chùa Nộn, lấy hiệu là Hương Tràng ni sư. Từ đấy hai bà cháu Thụy Bảo và Huyền Trân sớm tối bên nhau, lúc bà lần bước lên chơi chùa Nộn; lúc thì cháu mang quả xuống chùa Tiền thăm bà, sống an nhàn, thanh tịnh suốt quãng đời còn lại. Hai Công chúa giúp dân khai phá vùng bãi biển Côi Sơn (Côi Sơn hải khẩu) thành điền trang, vừa đem lại cảnh trù phù của làng quê, vừa bớt đi sự u tịch, cô quạnh của nhà chùa. Khi Công chúa Thụy Bảo viên tịch, nhân dân xây bảo tháp ngay trong vườn An Lạc và chuyển chùa, lập đền thờ Công chúa ngay giữa làng.
Đền còn lưu giữ nhiều sắc phong, trong đó có sắc phong đời Lê Cảnh Hưng, đời Tây Sơn Cảnh Thịnh, có đoạn ghi: "Thụy Bảo uy đức thông minh duệ trí, ung dung khí tượng, anh linh hựu dân diệu tĩnh trinh thục thuần cảm Phương Phi Công chúa". Thần vị tại đền Công chúa Thụy Bảo ghi: "Trần Triều tông thất phu nhân liệt tiết vương mẫu ni sư truy phong yểu điệu trinh thục Thụy Bảo Công chúa vị tiền". Đền còn phả ký viết trên bảng son có niên đại Khải Định thứ 4 (1920), có đoạn ghi công tích của bà:
"Bà có công nuôi ẵm và phò Nhân Tông lên ngôi… Bà vui vẻ trở về đi tu, đắc đạo thành tiên vậy. Chúa là con vua Trần Thái Tông, là cô của vua Trần Nhân Tông, ngoại tổ mẫu của vua Trần Minh Tông."